# 横須賀市営公園墓地
横須賀市営公園墓地（よこすかしえいこうえんぼち）は、神奈川県横須賀市にある公営墓地。なお、誤解されやすいが都市公園（墓園）ではない。都市計画墓園としての名称は、「中央公園墓地」。大矢部6丁目全体が同公園墓地である。1980年に横須賀市が開設した。面積は54.3ヘクタール。
墓域と公園的な区域を融合させ、市民の憩いの場としても活用されている。
同公園は、戦前、旧日本陸軍の弾薬庫だった場所を横須賀市が国から無償貸与を受け、整備したものである。

## 歴史
- 1980年10月1日　開園

## 開園時間
- 公園墓地管理事務所
  - 休務日：12月29日 - 1月3日（6日間）

- 開園時間（車両用正門の開門時間）
  - 通常：8:30 - 17:00
  - 特異日：8:00 - 18:00

　　（春・秋のお彼岸：中日及び前後3日の7日間 / 7月・8月のお盆の時期（13日 - 16日の4日間））
- 開門時間（歩行者用の門の開門時間）
  - 1年中：5:00 - 20:00

## 弾薬庫
園内9区脇の駐車場、37区に、東京灣要塞衣笠弾薬本庫が存在する。

## アクセス

### 鉄道・バス利用
- JR横須賀線 横須賀駅 / 京急本線 横須賀中央駅 より 
  - 以下、京浜急行バスにて「衣笠城趾」バス停下車 徒歩25分
    - 須3  横須賀市民病院 行
    - 須4  大楠芦名口 行
    - 須5  長井 行
    - 須6  三崎東岡 行
    - 須7  三崎港 行
    - 須8  三崎口駅 行
    - 須11 YRPセンター 行

- 京急久里浜線 北久里浜駅 より
  - 以下、京浜急行バスにて、「大矢部三丁目」バス停下車 徒歩10分
    - 北久14 北久里浜駅（大矢部・新岩戸団地循環）行
    - 久14 JR久里浜駅（大矢部・新岩戸団地循環）行
    - 北久15 北久里浜駅（大矢部・新岩戸団地循環）行
    - 久15 JR久里浜駅（大矢部・新岩戸団地循環）行
    - 北久16 YRP野比駅（大矢部・新岩戸団地循環）行
    - 久16 YRP野比駅（大矢部・新岩戸団地循環）行

- JR横須賀線 久里浜駅 / 京急久里浜線 京急久里浜駅
  - 以下、京浜急行バスにて、「大矢部三丁目」バス停下車 徒歩10分
    - 久14 JR久里浜駅（大矢部・新岩戸団地循環）行
    - 久15 JR久里浜駅（大矢部・新岩戸団地循環）行
    - 久16 YRP野比駅（大矢部・新岩戸団地循環）行

### 車 利用
- 横浜横須賀道路 衣笠IC より 約1.5km
  - 佐原方面へ進み、「市営公園墓地入口」信号を右折、道なりに300m